# Фридрих Вильгельм Сольмс-Браунфельсский (1696)
Фридрих Вильгельм Сольмс-Браунфельсский (нем. Friedrich Wilhelm zu Solms-Braunfels; 11 января 1696, Браунфельс — 24 февраля 1761, Браунфельс) — первый князь Сольмс-Браунфельса.

## Биография
Сын графа Вильгельма Морица Сольмс-Браунфельсского (1651—1724) и Магдалены Софии Гессен-Гомбургской (1660—1720). После смерти отца 19 февраля 1724 года унаследовал графский титул. Получил достойное образование, но отличался слабым здоровьем и мало участвовал в государственных делах. Тем не менее, успешно реализовал матримониальные планы для своих детей, которые вступили в брак с представителями владетельных домов Германии. Финансовые сложности заставили его уступить Буцбах Гессен-Дармштадту.
22 мая 1742 года император Карл VII присвоил дому Сольмс-Браунфельс статус имперского княжества.

## Семья

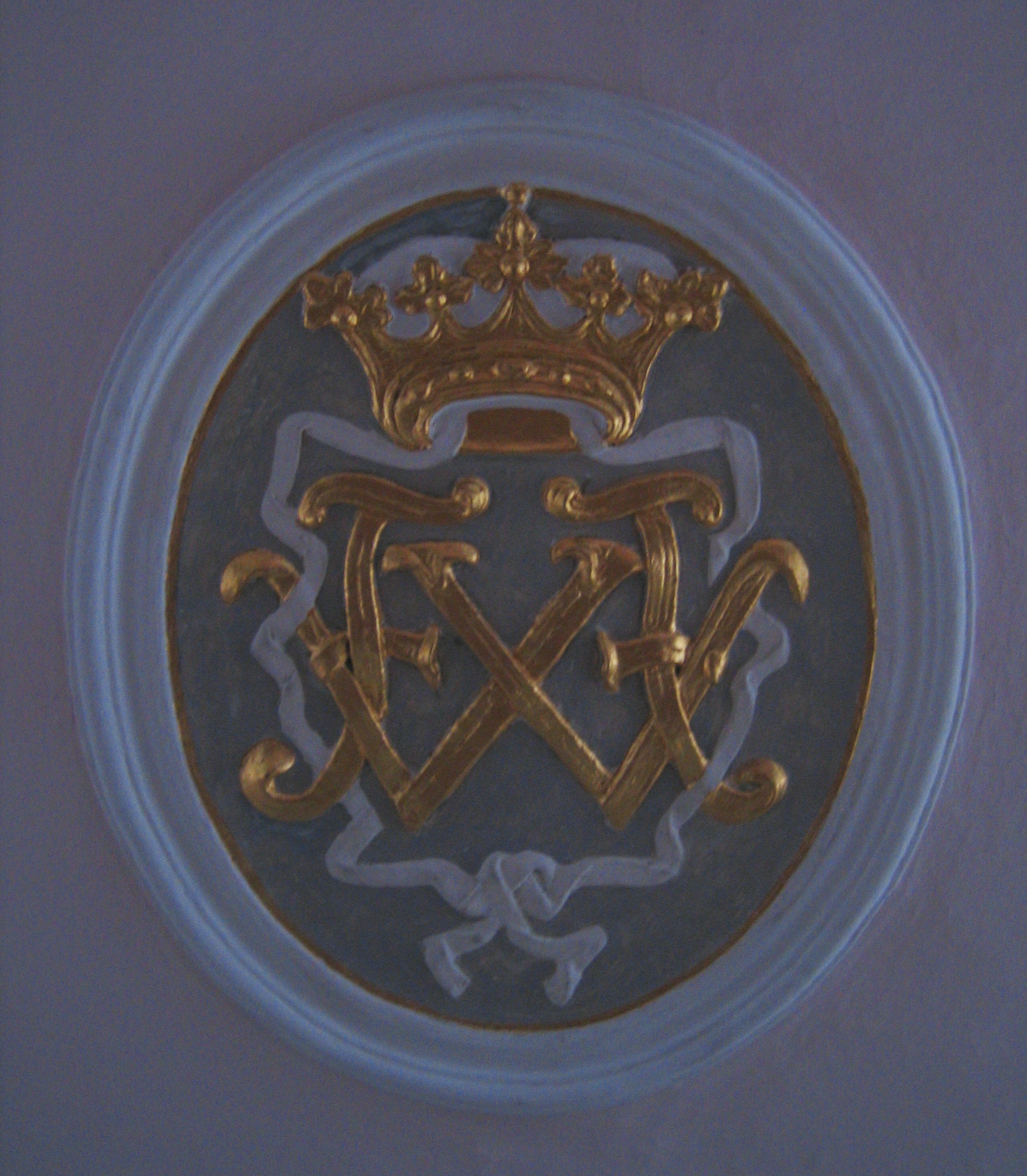
Монограмма Фридриха Вильгельма Сольмс-Браунфельсского

Фридрих Вильгельм Сольмс-Браунфельсский был женат трижды. Первая супруга — принцесса Магдалена Генриетта Нассау-Вейльбургская (1691—1725), дочь Иоганна Эрнста Нассау-Вейльбургского. У них родились:
- Фридрих Вильгельм Эрнст (1721—1783), женат на Софии Кристине Вильгельмине Сольмс-Лаубахской (1741—1772)
- Магдалена Поликсена Мария Казимира (1722—1722)
- Шарлотта Генриетта Магдалена Вильгельмина (1725—1785)

9 мая 1726 года Фридрих Вильгельм женился во второй раз, его супругой стала графиня София Магдалена Бенинья Сольмс-Лаубах-Утфская, дочь Карла Отто Сольмс-Лаубах-Утфского. У них родились:
- Карл Людвиг Вильгельм (1727—1812)
- Вильгельм Кристоф (1732—1811)
- Людвиг Рудольф Вильгельм (1733—1809)
- Александр Вильгельм (1736—1738)
- Антон Вильгельм Фридрих (1739—1812)
- Елизавета Мария Луиза Бенигна (1728—1795)
- Ульрика Луиза (1731—1792), замужем за Фридрихом IV Гессен-Гомбургским (1724—1751)
- Амалия Элеонора (1734—1811), замужем за князем Карлом Людвигом Ангальт-Бернбург-Шаумбург-Хоймским (1723—1806)
- Каролина Альбертина (1740—1742)
- Магдалена София (1742—1819), замужем за Виктором Амадеем Ангальт-Бернбург-Шаумбург-Хоймским (1744—1790)
- Кристина Шарлотта Фридерика (1744—1823), замужем за Симоном Августом Липпе-Детмольдским (1727—1782)

Третьей супругой Фридриха Вильгельма стала пфальцграфиня Шарлотта Катарина Биркенфельд-Гельнхаузенская (1699—1785), дочь Иоганна Карла Биркенфельд-Гельхаузенского. В браке детей не было.